# Pomarzanki (województwo mazowieckie)
Pomarzanki – wieś w Polsce położona w województwie mazowieckim, w powiecie gostynińskim, w gminie Gostynin. Wraz z miejscowością Belno tworzy sołectwo Belno-Pomarzanki. Do 2005 roku nosiła nazwę Pomorzanki.
Sąsiaduje z miejscowościami Jastrzębia, Belno i Sokołów w gminie Gostynin oraz wsią Łanięta w gminie Łanięta.
Przez wieś przebiega droga wojewódzka nr 581 Gostynin – Krośniewice.
W latach 1975–1998 miejscowość administracyjnie należała do województwa płockiego.